# No Reply (Daylight Dies)
No Reply è l'album di debutto della band death/doom metal Daylight Dies, pubblicato nel 2002 dalla Relapse Records.

## Tracce
1. The Line that Divides – 7:13
2. I Wait – 6:48
3. Hollow Hands – 6:08
4. Four Corners – 8:11
5. Unending Waves – 7:05
6. In the Silence – 7:08
7. Minutes Pass – 8:46
8. Back in the World – 3:10
9. Everything that Belongs – 6:44

## Formazione
- Guthrie Iddings - voce, pianoforte
- Barre Gambling - chitarra
- Egan O'Rouke - basso
- Jesse Haff - batteria